# Solariorbis infracarinata
Solariorbis infracarinata är en snäckart som beskrevs av Alfred Rehder 1944. Solariorbis infracarinata ingår i släktet Solariorbis och familjen Vitrinellidae. Inga underarter finns listade i Catalogue of Life.